# Asier Santamaría
Asier Santamaría Sáiz (Bilbao, 28 febbraio 1980) è un pilota di rally spagnolo.

## Biografia
Di origine basca, nel 2019 ha vinto in coppia con il copilota Roberto Rentería l'Eco Rallye Bilbao-Petronor, valido come prova della FIA E-Rally Regularity Cup.